# Jemma Reekie
Jemma Reekie (ur. 6 marca 1998 w Beith) – szkocka lekkoatletka specjalizująca się w biegach średniodystansowych, głównie na 800 i 1500 m. Absolwentka Loughborough College.

## Osiągnięcia
W roku 2024, w Glasgow zdobyła srebrny medal na halowych mistrzostwach świata w lekkoatletyce w biegu na 800 m kobiet. Uczestniczka igrzysk olimpijskich Tokio 2020. W finale biegu na 800 m ustanowiła rekord życiowy czasem 1.56,90 s. Wystarczyło to do zajęcia 4. miejsca – do strefy medalowej zabrakło jej 0,09 s.

## Rekordy życiowe
źródło:
- 400 m – 55,57 s (Potchefstroom, 01.02.2022)
- 600 m – 1.26,76 s (Potchefstroom, 01.02.2022) – 8. wynik w historii brytyjskiej lekkoatletyki
- 800 m – 1.55,61 s (Londyn, 20.07.2024) – 2. wynik w historii brytyjskiej lekkoatletyki
- 1000 m – 2.31,11 s (Monako, 14.08.2020) – 10. wynik w historii światowej lekkoatletyki
- 1500 m – 3.58,65 s (Chorzów, 16.07.2023) – 5. wynik w historii brytyjskiej lekkoatletyki
- 1 mila – 4.17,88 s (Nowy Jork, 08.02.2020) – halowy rekord Wielkiej Brytanii
- 3000 m – 9.16,48 s (Glasgow, 04.01.2019)
- 1 mila: bieg uliczny – 4.36,0 s (Gateshead, 08.09.2018) – 16. wynik w historii brytyjskiej lekkoatletyki